# ジョン・モンタギュー (第3代ソールズベリー伯)
第3代ソールズベリー伯ジョン・モンタギュー（John Montagu, 3rd Earl of Salisbury, 1350年ごろ - 1400年1月7日）は、ヘンリー4世が王位に就いた後もリチャード2世に忠誠を誓い続けた数少ないイングランド貴族の一人。

## 生涯
ジョンは、初代モンタギュー男爵ジョン・モンタギュー（1390年没）とマーガレット・ド・モンザーマーの息子である。父は第2代ソールズベリー伯ウィリアム・モンタギューの弟であった。母は第2代モンザーマー男爵トマス・ド・モンザーマー（1301年 - 1340年）とマーガレット・ド・ブリューズの娘で、初代モンザーマー男爵ラルフ・ド・モンザーマーとジョーン・オブ・アーカー（エドワード1世の娘）の孫娘であり相続人であった。若い頃、ジョンはフランスとの戦争で功績を挙げ、その後、おそらくヘンリー・ボリングブルック（後のイングランド王ヘンリー4世）率いる遠征隊に加わり、プロイセンの異教徒との戦いに赴いた。ボリングブルックは妻メアリー・ド・ブーンの死後、幼い息子で後の後継者となるヘンリー王子（後のヘンリー5世）をモンタギュー家に託すことになった。母マーガレットの死後、ジョンの妻モードはモンマス近郊のウェールズ・ビックナーにあるモンタギュー家のコートフィールド荘園で幼いヘンリー王子の世話をした。
ジョンは1391年、モンタギュー男爵として議会に召集された。ジョンはリチャード2世の治世の初期には国王の寵愛を受けていた。1394年と1395年のリチャード2世のアイルランド遠征にも同行し、枢密顧問官として、国王とイザベラ・オブ・ヴァロワとの結婚を強く主張した一人であった。結婚に伴うフランス旅行の際、ジョンはクリスティーヌ・ド・ピザンと出会い、クリスティーヌを励まし、その息子はモンタギュー家で教育を受けた。ジョンは著名なロラード派であり、国王からそのことで諫められた。 1395年、母の死に伴い、ジョンはモンザーマー男爵位とその領地を相続した。1397年、伯父の死に伴いソールズベリー伯となり、ビシャム・マナーをはじめとする領地を相続した。ジョンはリチャード2世の主要な同盟者の一人として、グロスター公とウォリック伯の失脚に貢献した。ジョンは国王を説得し、ウォリック伯の助命に成功した。没収されたウォリック伯領の一部を受け取り、1399年にはガーター騎士とされた。
1399年初頭、ジョンはボリングブルックとベリー公の娘との結婚を阻止する任務でフランスに赴き、成功を収めた。5月には、再びリチャード2世に同行してアイルランド遠征を行った。ボリングブルックがイングランドに帰国したという知らせが届くと、ジョンはウェールズに派遣され、対抗軍を結成した。味方が逃亡すると、ジョンはリチャード2世にボルドーへの逃亡を勧めた。しかし、リチャード2世は投獄され、ボリングブルックがヘンリー4世として王位に就いた。10月、ジョンはリチャード2世の元顧問の多くと共に逮捕され、ロンドン塔に拘留された。
ジョンは、1397年のグロスター公の逮捕とその後の死に関連した容疑に答えなければならなかった。最終的に、ヘンリー4世の姉であるハンティンドン伯夫人エリザベスのとりなしにより釈放された。釈放後間もなく、ジョンはハンティンドン伯および他の男爵たちと共に、ヘンリー4世を殺害しリチャード2世を復位させる陰謀であるエピファニー蜂起に参加した。陰謀が失敗した後、暴徒による暴力が発生し、ジョンはサイレンセスターで町民の暴徒に捕らえられ、裁判もなしに拘留され、1400年1月7日に斬首刑に処された。長男トマス（ロンドン市民アダム・フランシスの娘モード・フランシスを母とする）が最終的に伯位を取り戻したが、ジョン・モンタギューに対する爵位剥奪は1461年のエドワード4世即位まで覆されることはなかった。

## 結婚と子女
彼は、サー・アラン・バックスハルの未亡人であり、アダム・フランシス1世（1374/5年没）の娘モード・フランシスと結婚した。アダム・フランシス1世は、マーサーズ同業組合の一員であり、ロンドン市長を2期（1352年、1353年）、ロンドン市議会議員を7度務め、「14世紀半ばのロンドンで最も裕福で有力な市民の一人」であり、ミドルセックスのエドモントンの荘園領主であった。モードの兄弟は、ロンドンとエドモントンで活躍した国会議員、アダム・フランシス2世（1417年没）である。フランシスとの間に3男3女が生まれた。
- トマス（1388年頃 - 1428年） - 第4代ソールズベリー伯。最初に第2代ケント伯トマス・ホランド（リチャード2世の異父兄）の娘エレノアと結婚した。次にアリス・チョーサーと結婚したが、子供は生まれなかった[2][8]。エレノア・ホランドとの間に1女をもうけた[2]。
  - アリス（1407年 - 1462年） - 第5代ソールズベリー女伯。リチャード・ネヴィルと結婚した。息子は第16代ウォリック伯リチャード（「キングメーカー」）、娘アリスはキャサリン・パーの曾祖母にあたる。
- ロバート - メアリー・ド・デヴォンと結婚
- リチャード（1400年以降没） - 未婚、子女なし。一部の文献ではエレノア・ホランドとの間に息子エドワード・モンタギューがいたともされている[2][9][10]。
- アン（1457年没） - 最初にサー・リチャード・ハンクフォード（1397年頃 - 1431年）と結婚[2]、子孫にアン・ブーリンがいる。リチャードの死後、サー・ルイス・ジョハンと結婚し子供をもうけた。3度目に第2代エクセター公ジョン・ホランドと結婚したが、子供は生まれなかった[2][11]。
- マーガレット（1416年以前没） - 第5代グロービーのフェラーズ男爵ウィリアム・フェラーズと結婚、子供なし[2][8]。
- エリザベス（1148年頃没） - 第6代ウィロビー・ド・アーズビー男爵ロバート・ウィロビーと結婚[2]、一人娘ジョーン・ウィロビーが生まれた[12]。